# Grunnfarnes
Grunnfarnes est une localité du comté de Troms, en Norvège.

## Géographie
Administrativement, Grunnfarnes fait partie de la kommune de Torsken.